# Anemix
Anemix, född 12 oktober 2004 i Matamoros i Tamaulipas är en mexikansk luchadora (fribrottare). Hon brottas sedan 2020 i Kaoz Lucha Libre, en samarbetspartner till Lucha Libre AAA Worldwide, samt i Lucha Libre Femenil i Monterrey och i Kingdom Wrestling i hennes hemstad Matamoros.
Som många andra mexikanska fribrottare uppträder Anemix med mask, enligt traditionerna inom lucha libre. Hennes riktiga namn och identitet är således inte känt av allmänheten.